# Федосов, Владислав Александрович
Владислав Александрович Федосов (бел. Уладзіслаў Аляксандравіч Фядосаў; род. 5 мая 1998, Могилёв) — белорусский футболист, нападающий клуба «Молодечно-2018».

## Клубная карьера
Воспитанник могилевской СДЮШОР-7, начал взрослую карьеру в местном клубе «Днепр». В 2015 году, после вылета команды в Первую лигу, начал выступать за основную команду. Сезон 2016 был вынужден полностью пропустить из-за травмы, а в январе 2017 года вернулся к тренировкам. 22 апреля 2017 года дебютировал в Высшей лиге, выйдя на замену в конце матча против новополоцкого «Нафтана» (4:0). В дальнейшем выступал за дубль, в основной команде изредка выходил на замену.
С начала 2018 года стал прочно привлекаться к основной команде. 17 марта 2018 года в ответном матче четвертьфинала Кубка Беларуси против солигорского «Шахтера» отметился дублем (итоговый счет 2:0), чем помог могилевской команде пройти в полуфинал. В сезоне 2018 обычно появлялся на поле в стартовом составе, но не сумел спасти команду от вылета в Первую лигу.
С февраля 2019 года проходил просмотр в «Витебске» и в марте подписал контракт. В витебском клубе чаще выходил на замену, но также много пропускал из-за травм.
В июле 2021 года покинул «Витебск» и вернулся в «Днепр», где также выходил на замену. В январе 2022 года покинул могилёвскую команду.
В марте 2022 года присоединился к киргизскому клубу «Нефтчи». Дебютировал за клуб 7 апреля 2022 года в матче против клуба «Илбирс». В июне 2022 года вместе с клубом принимал участия в Кубке АФК. В июле 2022 года покинул клуб.
В июле 2022 года футболист стал тренироваться с пинской «Волной». В августе 2022 года подписал с клубом контракт, рассчитанный на год. Дебютировал за клуб 13 августа 2022 года в матче против рогачёвского «Макслайна». Дебютный гол за клуб забил 11 сентября 2022 года в матче против «Слонима». В команде игрок оставшуюся часть сезона провёл как игрок замены, проведя 10 матчей, в которых отличился голом и результативной передачей.
В феврале 2023 года футболист перешёл в «Оршу». Дебютировал за клуб 2 апреля 2023 года в матче против могилёвского «Днепра».
В декабре 2023 года появилась информация, что футболист станет игроком «Молодечно-2018».

## Международная карьера
8 июня 2018 года дебютировал за молодежную сборную Беларуси, когда вышел в стартовом составе в товарищеском матче против Албании (2:3) и на 30-й минуте отметился голом. В 2018 и первой половине 2019 годов привлекался в молодёжную сборную, позднее из-за травм потерял место в составе.

### Статистика выступлений
| Сезон    | Дивизион | Клуб    | Страна        | Матчи | Голы |
| -------- | -------- | ------- | ------------- | ----- | ---- |
| 2015     | Д2       | Днепр   | Флаг Беларуси | 27    | 3    |
| 2016     | Д2       | Днепр   | Флаг Беларуси | 0     | 0    |
| 2017     | Д1       | Днепр   | Флаг Беларуси | 6     | 0    |
| 2018     | Д1       | Днепр   | Флаг Беларуси | 23    | 1    |
| 2019     | Д1       | Витебск | Флаг Беларуси | 15    | 3    |
| 2020     | Д1       | Витебск | Флаг Беларуси | 9     | 0    |
| 2021 (1) | Д1       | Витебск | Флаг Беларуси | 8     | 0    |
| 2021 (2) | Д2       | Днепр   | Флаг Беларуси | 14    | 1    |

## Достижения
«Молодечно-2018»
- Победитель Первой лиги: 2024